# 🇧🇶
🇧🇶 is een Unicode vlagsequentie emoji die gebruikt wordt als regionale indicator voor Caribisch Nederland. De meest gebruikelijke weergave is -bij ontstentenis van een officiële vlag voor het gebied- die van de vlag van Bonaire, maar bijvoorbeeld Facebook laat de vlag van Nederland zien. Op sommige platforms (waaronder Microsoft Windows) is er geen grafische weergave en ziet men een symbool dat de letters BQ weergeeft.
De vlagsequentie is opgebouwd uit de combinatie van de Regional Indicator Symbols 🇧 (U+1F1E7) en 🇶 (U+1F1F6), tezamen de ISO 3166-1 alpha-2 code BQ voor Caribisch Nederland vormend.
Deze emoji is in 2010 geïntroduceerd met de Unicode 6.0-standaard.

## Gebruik
Deze emoji wordt gebruikt als regionale aanduiding van Caribisch Nederland.

## Codering

De Twemoji-implementatie

### Unicode
In Unicode vindt men de 🇧🇶 met de codesequentie U+1F1E7 U+1F1F6 (hex).

### Shortcode
Er zijn shortcodes  voor 🇧🇶; in Github kan deze opgeroepen worden met :caribbean_netherlands:,  in Slack kan het karakter worden opgeroepen met de code :flag-bq:.